# 航空工程

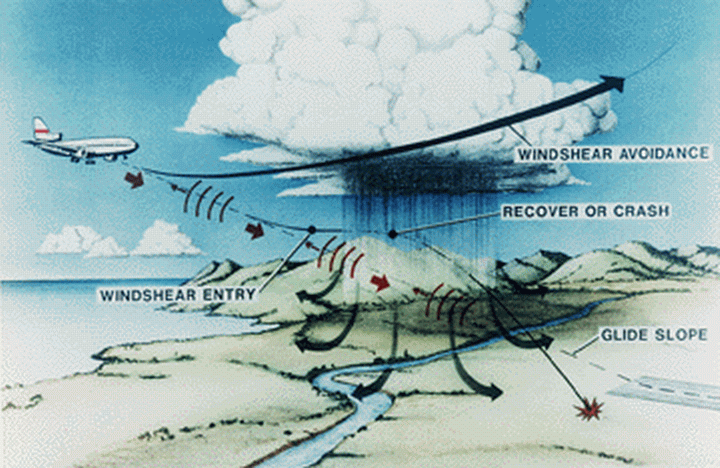
風切變對飛機軌跡的影響

航空工程（英語：Aeronautical Engineering），包括飞行器的生产、制造、使用、管理与维修等，是一个复杂的系统。
- 流体力学（空氣力學）：空氣的流動對於機體與雙翼的揚力與抗力之影響。類似於傳統的萊特兄弟時代的風洞實験。隨著計算機的發達，計算流體力學解析亦有所發展。
- 結構工程：研究關於航空器各部份之間的力、變形、力矩、振動等問題。可利用FEM（有限元分析）作分析。與新材料的開發、亀裂進展等密切相關。
- 推進工学：螺旋槳和噴射發動機、航空機的前進推力等推進装置之研究。
- 飛行力學：飛行器的運動、位置、姿勢等安定性的解析。
- 自動控制：飛行器與操縦者的意圖必須能完美搭配。
- 電機工程・電子工程：提供飛行器充足的發電與給電設備（電機工程）。